# Ouranopithecus macedoniensis
Ouranopithecus macedoniensis prapovijesna je vrsta iz roda Ouranopithecus, iz kasnog miocena u Grčkoj.
Ova vrsta poznata je s tri lokaliteta u sjevernoj Grčkoj. Tipska lokacija je Ravin de la Pluie. Ostali lokaliteti su Halkidiki i Xirochori. Poznat je iz velike kolekcije fosila lubanje i ponešto postkranijalnih. Materijal je datiran u kasni miocen star 9,6 - 8,7 milijuna godina, dakle nešto ranije od O. turkae. Neki znanstvenici iz toga zaključuju da je O. turkae izravni potomak O. macedoniensis, no ipak je općeprihvaćeno mišljenje da su sestrinske svojte.

## Etimologija
Specifični naziv macedoniensis posljedica je nalazišta fosila holotipa u Egejskoj Makedoniji u Grčkoj.

## Stanište
Ispitivanje zubnih ostataka O. macedoniensis i lokacijski povezanih vrsta bovida ukazuje na stanište niskog pokrova drveća i bogatog zeljastog sloja.

## Morfologija
O. macedoniensis imao je veliko, široko lice s istaknutom supraorbitalnim torusom[Bolji prijevod?]. Imao je i orbite[Bolji prijevod?] kvadratnog oblika. O. macedoniensis je možda bio relativno velik. Postkranijalni nalazi su tanki, ali zubi O. macedoniensis sugeriraju ekstremni spolni dimorfizam, daleko viši stupanj od onog koji se vidi kod bilo kojeg postojećeg velikog majmuna. Majmun je vjerojatno bio četveronožac. Nije sigurno da se O. macedoniensis penjao na drveće, ali čini se vjerojatnim da jest. Pokrov molarne cakline O. macedoniensis bio je prilično gust i imao je niske izbočine. Mužjak O. macedoniensisa imao je velike očnjake s kraćim donjim pretkutnjacima. 

## Prehrana
Na temelju velikog broja rupica na drugom kutnjaku Ouranopithecus macedoniensis, pretpostavlja se da se njegova prehrana sastojala od tvrđe hrane poput orašastih plodova ili gomolja.

## Ponašanje
Ponašanje je vrlo teško zaključiti kod vrsta s tako malom raznolikošću fosilnih ostataka. Veličina tijela je možda otežala penjanje, pa se možda hranio na zemlji ali to je samo nagađanje.